# Cyprus International 1992
Die Cyprus International 1992 im Badminton fanden vom 18. bis zum 20. September 1992 im Palouriotisa Sports Center in Nikosia statt.

## Sieger und Platzierte
| Disziplin    | Gold                      | Silber                                 | Bronze                              |
| ------------ | ------------------------- | -------------------------------------- | ----------------------------------- |
| Herreneinzel | René Valentin             | Lars Uhre                              | Nicolas Pissis                      |
| Herreneinzel | René Valentin             | Lars Uhre                              | Nanko Tchortchopov                  |
| Dameneinzel  | Mette Andersen            | Beate Dejaco                           | Monica Memoli                       |
| Dameneinzel  | Mette Andersen            | Beate Dejaco                           | Maria Grazia Italiano               |
| Herrendoppel | René Valentin Lars Uhre   | Nanko Tchortchopov Slantchezar Tzankov | Andrea Chiappini Pierbruno Luchetti |
| Herrendoppel | René Valentin Lars Uhre   | Nanko Tchortchopov Slantchezar Tzankov | Nicolas Pissis Tasos Zevlaris       |
| Damendoppel  | Beate Dejaco Petra Irsara | Sophia Kyprianou Elena Zevlari         | Stella Lazarou Sophia Maroudia      |
| Damendoppel  | Beate Dejaco Petra Irsara | Sophia Kyprianou Elena Zevlari         | Maria Grazia Italiano Monica Memoli |
| Mixed        | Lars Uhre Mette Andersen  | Andreas Pichler Beate Dejaco           | Antonis C. Lazarou Sophia Maroudia  |
| Mixed        | Lars Uhre Mette Andersen  | Andreas Pichler Beate Dejaco           | Nicolas Pissis Elena Zevlari        |